# Ik loop allenig achter de kist
Ik loop allenig achter de kist is een hoorspel van Susanne Gebert-Regehr. Ack jeh alleene hinterm Sarg werd op 2 februari 1962 onder de titel Ich geh alleine hinterm Sarg door de Bayerischer Rundfunk uitgezonden. Léon Povel vertaalde het en voerde ook de regie. De KRO zond het uit op zondag 2 februari 1964. Het hoorspel duurde 15 minuten.

## Rolbezetting
- Winfried Povel (Hans)

## Inhoud
Wat betekende de oprichting van de Berlijnse Muur voor een kind dat zijn speelgenootje aan de andere kant van de straat niet langer bereiken kan? Het hoorspel verwoordt de gedachten van het Berlijnse jongetje Hans.